# Serie A Bronze (pallamano maschile)
La Serie A Bronze è stato il torneo di terzo livello del campionato italiano di pallamano maschile, organizzato dalla Federazione Italiana Giuoco Handball, per le stagioni 2023-2024 e 2024-2025. Storicamente parlando, la terza lega del campionato ha avuto diverse denominazioni non sempre facile da interpretare: Serie C (1972-1986), Serie B (1986-2005), Serie A2 (2005-2012) e negli ultimi undici anni nuovamente Serie B. Nelle due stagioni nella quale è stata disputa, la Serie A Bronze è stata inserita tra la Serie A Silver e la Serie B, facendo scivolare quest'ultima al quarto ed ultimo livello del campionato italiano.

## Formula

### Stagione regolare
A partire dalla stagione 2023-2024 il campionato si svolge tra 25 squadre suddivise in tre gironi che si affrontano, in una fase iniziale, con la formula del girone all'italiana con partite di andata e ritorno.
Per ogni incontro i punti assegnati in classifica sono così determinati:
- due punti per la squadra che vinca l'incontro;
- un punto per il pareggio;
- zero punti per la squadra che perda l'incontro.

### Poule promozione
Le prime due squadre classificate di ogni girone al termine della fase regolare partecipano alla poule promozione, che si disputa con formula del girone all’italiana, con gare di andata e ritorno, considerando già acquisiti i risultati degli scontri diretti tra le due squadre provenienti dallo stesso girone della fase regolare. Al termine della poule le prime due squadre vengono promosse in Serie A Silver.

### Poule retrocessione
Le squadre classificate dal 3º al 9º posto (girone A) e dal 3° all’8º posto (gironi B-C) al termine della fase regolare partecipano alla poule retrocessione, articolata in tre distinti gironi, che si disputa con la formula ad orologio, con gare di sola andata, senza alcun bonus conseguente alla classifica conseguita nella fase regolare. Al termine della poule l'ultima squadra classificata viene retrocessa in Serie B.